# Енгелберт (Нідерланди)
Енгелберт (нід. Engelbert) — село в нідерландській провінції Гронінген. Входить до муніципалітету Гронінген.
Його площа становить 3,36км², а населення станом на 2021 рік складало 890 осіб.
Перша згадка про населений пункт датується 1323 роком.

## Галерея

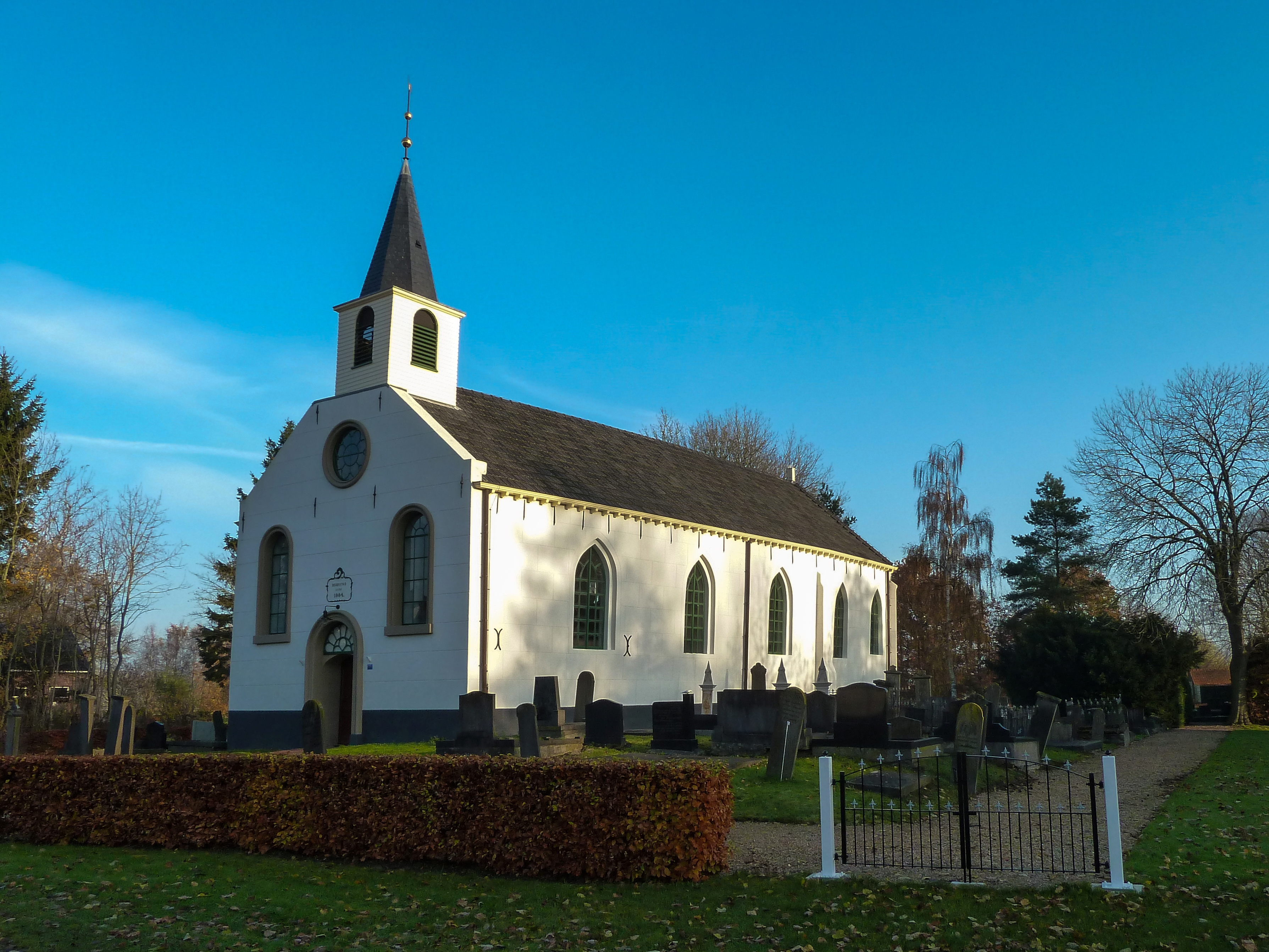
Церква в Енгелберті
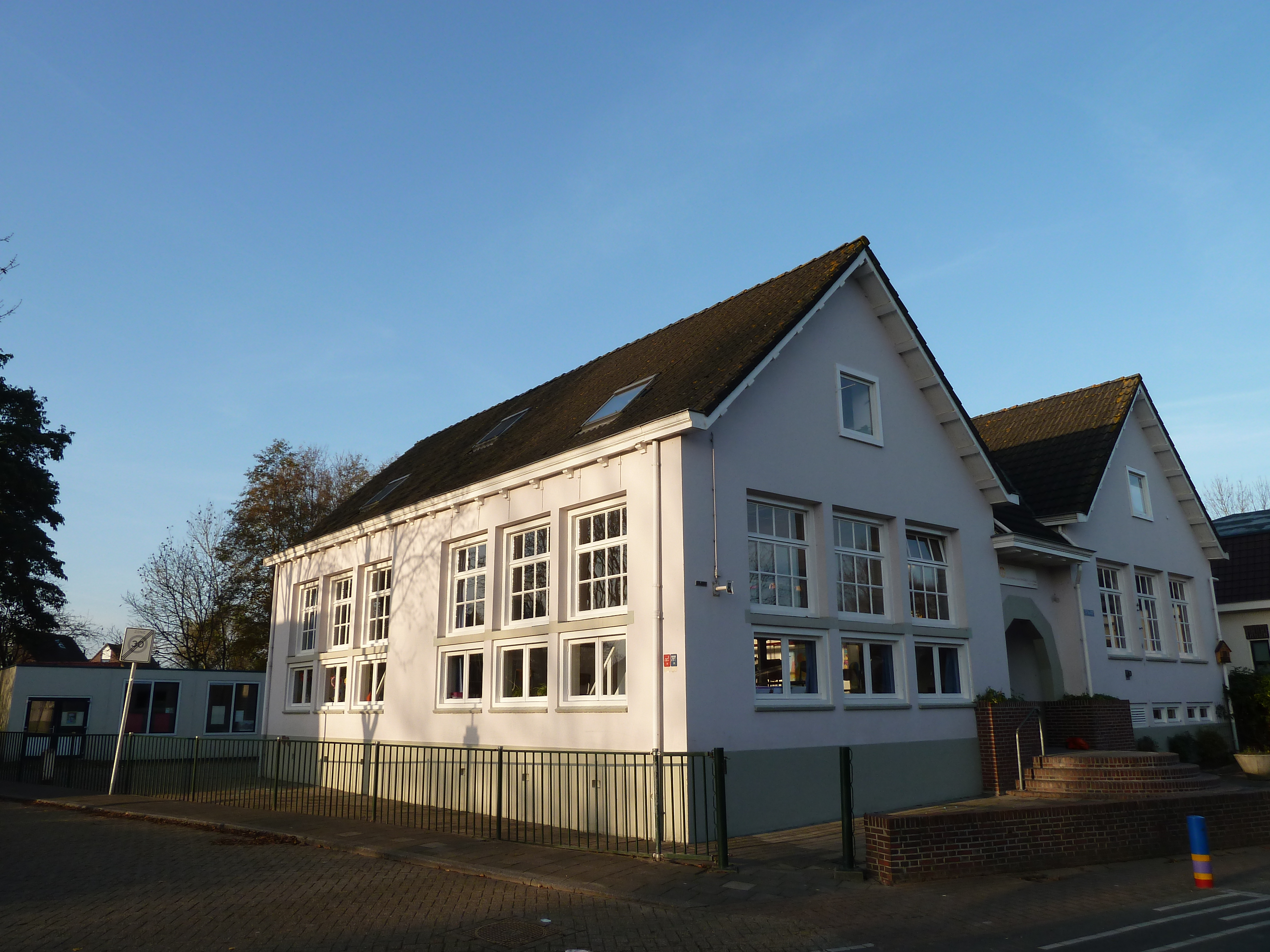
Школа
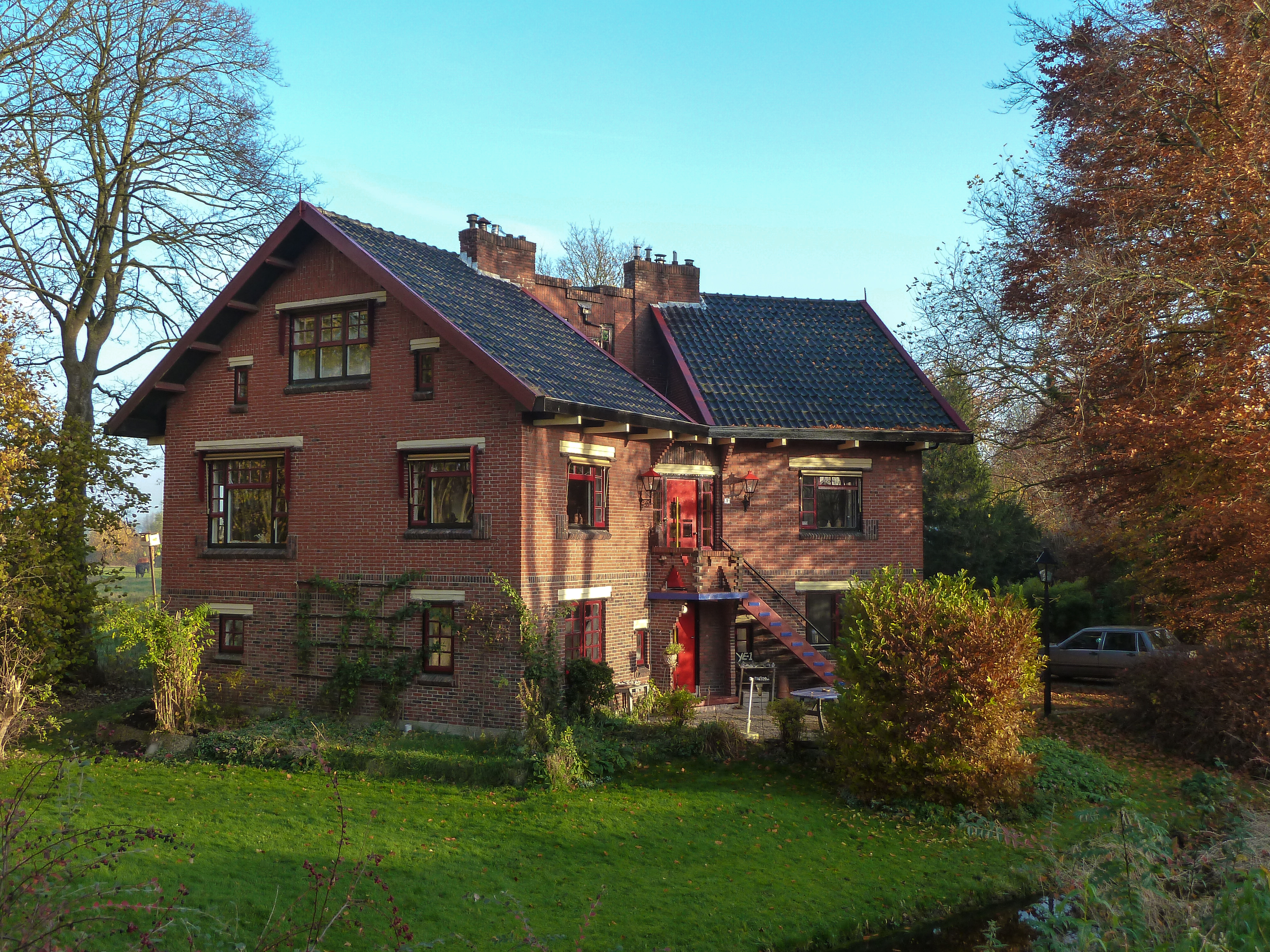
Будинок почту
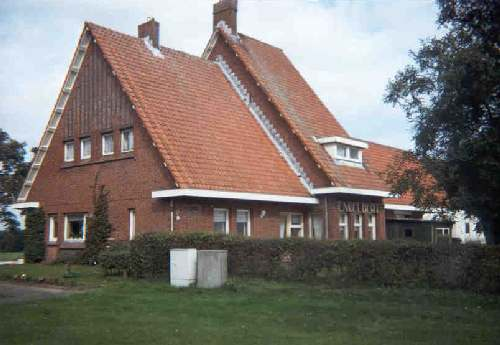
Будівля колишньої залізничної станції